# Лаский, Мартин
Ма́ртин Ла́ский (пол. Martin Łaski; 1799 — 15 сентября 1853) — российский католический деятель, Апостольский администратор Могилёвской митрополии в 1842—1848 годах.

## Биография
Родился в Полоцке, учился в иезуитской коллегии, а затем в иезуитской академии Полоцка. В 1820 году поступил в Могилёвскую семинарию, в 1822 году перевёлся в семинарию Вильно. В 1826 году окончил семинарию и был рукоположен в священники, годом позже стал магистром богословия. Служил в нескольких приходах, преподавал в семинарии, был каноником Могилёвского капитула. В 1841 году получил степень доктора богословия.
В 1842 году скончался архиепископ-митрополит Могилёва Игнатий Людовик Павловский, после чего император Николай I назначил Мартин Лаского администратором митрополии, то есть временным её главой. Отношения между Россией и Святым Престолом в это время продолжали оставаться сложными, антикатолические меры правительства после Польского восстания 1830 года продолжали действовать, а кандидатуру нового митрополита Рим и Санкт-Петербург не могли согласовать целых шесть лет. Всё это время Лаский оставался администратором Могилёвской митрополии. Мартин Лаский был полностью подчинён российскому императорскому двору и послушно выполнял его указания, даже если это шло во вред пастве — так по приказу из Санкт-Петербурга он запретил причащать в римско-католических храмах грекокатоликов, способствуя тем самым политике перевода их в православие. В 1847 году отношения наконец были нормализованы, Российская империя и Святой Престол заключили конкордат, который урегулировал жизнь подданных царя католического вероисповедания. После этого была согласована кандидатура нового митрополита — Казимира Дмоховского, который вступил в должность в 1848 году. Российская сторона предлагала кандидатуру Лаского на пост митрополита и в 1848 году и в 1851, когда умершего Казимира Дмоховского сменил Игнатий Головинский, но папа Пий IX оба раза отклонял его кандидатуру. Лаский скончался в Могилёве в 1853 году.